# Piccola anima
Piccola anima è un singolo del cantautore albanese Ermal Meta, pubblicato il 10 novembre 2017 come quarto estratto dal secondo album in studio Vietato morire.

## Descrizione
Il brano, scritto e composto dallo stesso cantante, vede la partecipazione vocale della cantante Elisa. Meta ha raccontato la scelta di collaborare con la cantante nel corso della conferenza stampa al Festival di Sanremo 2017:
Elisa a sua volta ha parlato della collaborazione con Meta, dichiarando: «grazie a te Ermal Meta, che sei stato capace di raccontare la voce del cuore di una donna. Una donna che purtroppo molte volte ha vissuto e vive in tutte noi. E poi invece viva tutti gli uomini con la "u" maiuscola. Quelli che la loro forza la usano per fare del bene. Quelli come te».

## Accoglienza
Fabio Fiume di All Music Italia definisce il brano «una ballad» in cui i due artisti «giocano tra vocalizzi ed insieme cantano e rafforzano un concetto che tutti dovremmo far nostro e cioè che "niente è più fragile di una promessa ed io non te ne farò nemmeno una" forse si eviterebbe di dare agli altri delusioni, anche involontarie». Mattia Marzi di Rockol nota che musicalmente presenta «sonorità acustiche e scarne» impostate su un «ritmo ternario», dando un complessivo duetto «emozionante».
La cover di questa canzone è stata reinterpretata da alcuni ragazzi di Amici di Maria De Filippi in vari anni.

## Video musicale
Il video è stato girato nel centro della città di Priverno.

## Formazione
Musicisti
- Ermal Meta – arrangiamento, voce, cori, sintetizzatore, chitarra, pianoforte, composizione strumenti ad arco
- Matteo Bassi – basso
- Emiliano Bassi – batteria
- Feyzi Brera – strumenti ad arco
- Elisa – voce aggiuntiva

Produzione
- Ermal Meta – produzione, registrazione presso lo Stone Room Studio
- Roberto Cardelli – produzione, registrazione presso lo Stone Room Studio
- Simone Bertolotti – registrazione batteria presso il White Studio
- Giordano Colombo – registrazione pianoforte e chitarra acustica presso gli Auditoria Records
- Cristian Milani – missaggio
- Stefano Salonia – assistenza tecnica
- Antonio Baglio – mastering

## Classifiche
| Classifica (2018) | Posizione massima |
| ----------------- | ----------------- |
| Italia            | 54                |